# 金融先物取引
金融先物取引（きんゆうさきものとりひき）とは、デリバティブ（金融派生商品）の一つで、価格や数値が変動する各種金融商品や金利等について、未来の売買についてある指定日にある価格での取引を約定するものをいう。

## 概要
先物の決済日には現物を現金で決済するもの（デリバラブル：国債先物等）と、現物との価格差で差金決済（ノンデリバラブル：金利先物、指数先物等）がある。証券取引所や、金融先物取引所に上場されている。
価格変動の影響を避けるための手段（リスクヘッジ）や、現物との価格の乖離を利用して利益を得る裁定取引（アービトラージ）としても利用できる。先物の決済日には先物価格と現物価格が同じになるので、ある日の先物の理論価格が現物と比べて割安な場合、先物を買って現物を売り、先物の決済日に反対の取引をすると利益が得られる、というものである。

## 種類
金融先物取引には以下の種類がある。
- 国債先物取引
- 金利先物取引 - ユーロ円金利先物など。
- 株価指数先物取引 - 日経平均先物など。
- 外国為替先物取引 - 日本の取引所では扱われていないが、シカゴ・マーカンタイル取引所[1]やインターコンチネンタル取引所[2]などで扱われている。スポット取引の外国為替証拠金取引とは別物。約定から資金受渡日までが2営業日以内のものをスポット取引、3営業日以上のものを先物取引という。
- 個別株先物取引（英語版） - 日本の取引所では扱われていないが、欧米の取引所などでは扱われている。個別株オプション取引の方は大阪取引所で扱われている[3]。